# Neto (fodboldspiller, født 1989)
 Der er flere personer med dette navn, se Neto.
Norberto Murara Neto (født 19. juli 1989), kendt som Neto, er en brasiliansk professionel fodboldspiller, som spiller for Premier League-klubben Bournemouth.

## Klubkarriere

### Atlético Paranaense
Neto begyndte sin karriere hos Atlético Paranaense, hvor han gjorde sin professionelle debut i august 2009.

### Fiorentina
Neto skiftede i januar 2011 til italienske Fiorentina. Han tilbragte sine første 2,5 sæsoner som reservemålmand bag henholdsvis Artur Boruc og Emiliano Viviano, før han i 2013-14 sæsonen fik sit gennembrud, og overtog rollen som førstevalgsmålmand.

### Juventus
Neto skiftede i juli 2015 til Juventus. Han tilbragte to sæsoner i klubben, begge som reservemålmand bag Gianluigi Buffon.

### Valencia
Neto skiftede i juli 2017 til spanske Valencia. Han spillede som førstevalgsmålmand i sine to sæsoner i klubben.

### Barcelona
Neto skiftede i juni 2019, som del af en aftale, som sendte Jasper Cillesen til Valencia. Han spillede som reservemålmand bag Marc-André ter Stegen i sine tre sæsoner i Barcelona.

### Bournemouth
Neto skiftede i august 2022 til Bournemouth efter kontraktudløb i Barcelona. Efter at have begyndt 2022-23 sæsonen som andetvalg bag Mark Travers, så overtog Neto rollen som førstevalg i oktober 2022, efter en række dårlige optrædener af Travers.

## Landsholdskarriere

### Olympiske landshold
Neto var del af Brasiliens trup til sommer-OL 2012, hvor at Brasilien vandt sølv.

### Seniorlandshold
Neto blev for første gang kaldt op på det brasilianske landshold i september 2010, men spillede ikke for holdet. Han var del af Brasiliens trup til Copa América 2015, dog igen uden det lykkedes at komme på banen. Det var først den 18. september 2018, at han fik sin første, og hidtil eneste, landskamp for Brasilien.

## Titler
Juventus
- Serie A: 2 (2015-16, 2016-17)
- Coppa Italia: 2 (2015-16, 2016-17)
- Supercoppa Italiana: 1 (2015)

Valencia
- Copa del Rey: 1 (2018-19)

Barcelona
- Copa del Rey: 1 (2020-21)

Brasilien U/23
- Sommer-OL sølvmedalje: 2012